# انردیل
انردیل (به لاتین: Ennerdale) یک شهرک در آفریقای جنوبی است که در خائوتنگ واقع شده‌است. انردیل ۲۱٫۳۳ کیلومتر مربع مساحت و ۷۱٬۸۱۵ نفر جمعیت دارد.